# Digestió anaeròbia

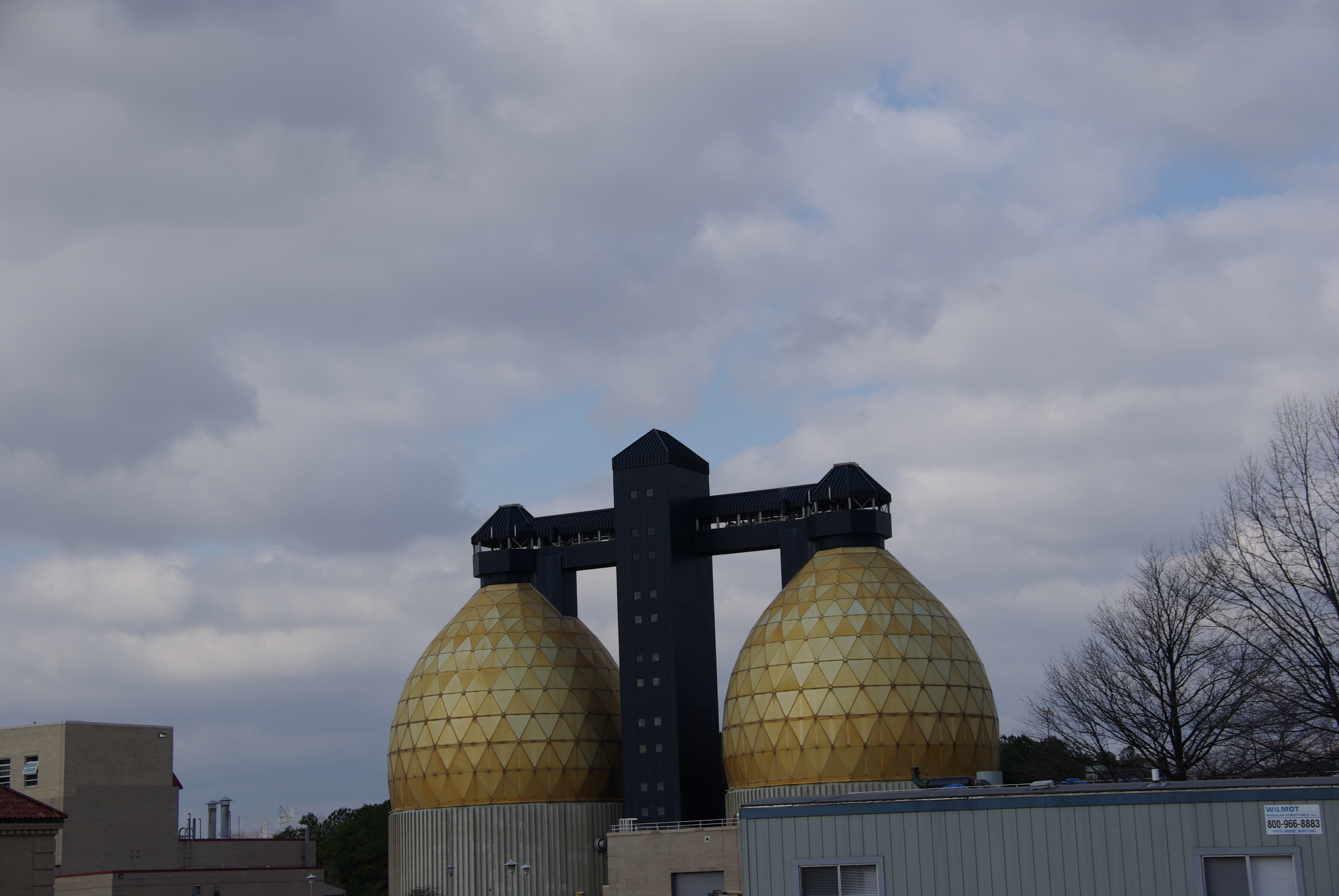
Digestors anaerobis d'una planta de tractament d'aigües.

La digestió anaeròbia és un procés biològic de respiració anaeròbia (en absència d'oxigen), mitjançant el qual la matèria orgànica es degrada degut a l'acció d'un conjunt de microorganismes donant lloc a biogàs i digestat. En general, es tracta d'un procés complex en el qual intervenen diversos grups de microorganismes. Actualment és una de les tecnologies de tractament de residus més aplicades en tot el món, ja que és un procés àmpliament conegut que es produeix de manera natural i espontània en diversos casos com pantans, jaciments subterranis o a l'estómac dels animals.

## Definició
La digestió anaeròbia és un procés biològic en el qual la matèria orgànica es descompon en productes gasosos o biogàs i en una solució aquosa o llot estabilitzat que s'anomena digestat. Tot aquest procés es realitza mitjançant un grup de microorganismes específics i en absència total d'oxigen.
El biogàs està format principalment per metà (CH₄) i diòxid de carboni (CO₂), petites proporcions d'altres components com l'àcid sulfhídric (H₂S), hidrogen (H₂), amoníac (NH₃), nitrogen (N₂), monòxid de carboni (CO) i oxigen(O₂) que depenen tant de la matèria primera de què es tracta com del procés. Un dels objectius de la digestió anaeròbia és la producció d'aquest gas ric en metà, que permet el seu aprofitament energètic mitjançant la seva combustió en motors, calderes o turbines obtenint energia elèctrica o calorífica.
El digestat és una mescla de productes minerals (N, P, K, Ca..) i compostos de difícil degradació que també conté els microorganismes responsables de la degradació de la matèria orgànica. És utilitzat principalment com a fertilitzant orgànic d'alta qualitat.
Per a realitzar aquest tractament s'utilitzen reactors tancats (digestors) per tal de poder controlar els paràmetres que regulen el procés de fermentació anaeròbia. La digestió anaeròbia és un procés molt adequat per a tractar residus amb una elevada càrrega orgànica.

## Història
El segle xvii, Boyle i Hale van despertar l'interès científic en la fabricació de gas quan van senyalar que les pertorbacions en els sediments de rius i llacs allibera gas inflamable. Uns anys més tard, Sir Humphry Davy va demostrar la presència de metà (CH₄) en els gasos generats pels fems del bestiar. La investigació sobre digestió anaeròbia no va començar formalment fins a la dècada de 1930. Durant la crisi energètica dels anys 70 va créixer en forta mesura l'interès per a produir metà a partir de residus sòlids per tal d'emprar-lo com a substitut del petroli. Però a causa dels inconvenients i elevats costos econòmics d'aquest procés va anar augmentant l'interès per digerir substrats amb elevades concentracions de sòlids totals, primer a partir de residus secs agrícoles i residus sòlids municipals i, més endavant, també de residus sòlids d'aliments. Posteriorment, les investigacions han anat més encaminades a reduir la contaminació i augmentar l'eficiència del procés.

## Etapes del procés de tractament

Procés de degradació de la matèria orgànica durant la digestió anaeròbia.

La digestió anaeròbia és un procés molt complex on s'hi produeix un gran nombre de reaccions químiques en les quals intervenen grups de bacteris diferents, tot i que moltes d'aquestes reaccions es produeixen de manera simultània. Existeixen quatre tipus de microorganismes necessaris per a un bon funcionament del digestor, els bacteris hidrolítics, els bacteris fermentadors, els bacteris acetògens i els metanògens. Així, es divideix el procés de digestió anaeròbia en quatre etapes diferenciades.

### Hidròlisi
La hidròlisi és la primera etapa de la descomposició de la matèria orgànica en la qual les molècules orgàniques complexes no dissoltes es trenquen en compostos que poden ser utilitzats com a font de matèria i energia pels microorganismes. En aquesta fase hi participen els bacteris hidrolítics, concretament Cellulomonas, Clostridium i Pseudomonas.

### Acidogènesi
Els compostos orgànics solubles formants en la primera etapa (àcids orgànics, alcohols...) són fermentats o oxidats anaeròbiament pels bacteris acidògens i transformats a àcids grassos volàtils (com àcid acètic, àcid propinoic i àcid butíric), alcohols. D'això se n'encarreguen els bacteris fermentadors Ruminococcus i Bacteroides.

### Acetogènesi
Els àcids i alcohols provinents de l'acidogènesi es van transformant en àcid acètic, hidrogen (H₂) i diòxid de carboni (CO₂), cosa que es du a terme gràcies a l'activitat dels bacteris acetògens com són els Acetobacterium i Clostridium.

### Metanogènesi
Consisteix en la formació del metà (CH₄) a partir de l'àcid acètic (CH₃COOH) o bé a partir d'hidrogen (H₂) i diòxid de carboni (CO₂). Aquesta degradació és provocada per dos grups d'arqueobacteris: els metanogènics hidrogenotròfics i els metanogènics acetoclàstics.
- Metanogènesi hidrogenotròfica: s'utilitza l'hidrogen (H₂) generat en etapes anteriors per a reduir el CO₂ a metà (CH₄). Aquests microorganismes pertanyen a tres ordres de metanògens (Methanobacteriales, Methanococcales i Methanomicrobiales) i són anaerobis estrictes i autotròfics.
- Metanogènesi acetoclàstica: en aquest cas es genera CO₂ i metà (CH₄) directament a partir de l'àcid acètic generat anteriorment. Tot i que aquest procés el realitzen únicament dos gèneres de metanògens (Methanosarcina i Methanothrix), és el que produeix la major quantitat de metà en la degradació anaeròbia de la matèria orgànica.

Tot aquest procés de conversió de la matèria orgànica en biomassa bacteriana és un procés de transformació lent, això justifica que en línies generals, es necessiten diverses setmanes, fins i tot un o dos mesos de posada en marxa per aconseguir una producció contínua i estable de gas.

## Paràmetres de treball
Per assegurar una bona digestió anaeròbia existeixen uns paràmetres a controlar com són l'oxigen, la temperatura, el pH, els nutrients, el temps de retenció hidràulic (TRH), el potencial redox, els tòxics i altres paràmetres operacionals (càrrega i barreja).

### Oxigen
Perquè la digestió anaeròbia es produeixi, la concentració d'oxigen ha de ser de 0 ppm.

### Temperatura
La digestió anaeròbia es pot desenvolupar a tres rangs diferents de temperatura: psicròfil (<20 °C), mesòfil (30-35 °C) i termòfil (50-70 °C) amb òptims de temperatura a 4 °C, 39 °C o 60 °C respectivament.

### pH
El rang de pH varia durant el procés de digestió anaeròbia. És d'entre 6,5 i 8 en l'etapa de la metanogènesi, 5,5 en la hidròlisi i 6,5 en l'acidogènesi, donada l'activitat dels microorganismes.

### Nutrients
El control dels nutrients es fa mitjançant la relació carboni:nitrogen:fòsfor:sofre (C:N:P:S). Aquesta relació durant la digestió anaeròbia ha de ser de 600:15:5:3.

### Temps de retenció hidràulic (TRH)
El temps òptim de fermentació oscil·larà entre 15 i 20 dies.

### Potencial redox
El potencial redox idoni es troba entre -300mV i 300mV.

### Tòxics
El procés de digestió anaeròbia no accepta alts nivells de diversos compostos tòxics com poden ser metalls pesants, sulfats, àcids volàtils, compostos alcalins, i fins i tot alguns compostos necessaris per al procés com és l'amoni. Per exemple, el coure amb concentracions superiors a 0,5 g/L o l'amoni amb concentracions d'entre 1500 i 3000 mg/L, inhibeixen el procés. Per això, per controlar la presència de tòxics, existeixen diversos mètodes com són l'extracció del material tòxic del residu, la dilució del residu per fer que es redueixi la seva toxicitat, la formació de complexes insolubles o precipitats amb el component tòxic, canviar el tòxic de forma mitjançant el control del pH, o adherir matèria antagonista al tòxic.

## Residus aplicables al tractament
La digestió anaeròbia és un procés molt adequat per a tractar residus amb una elevada càrrega orgànica.
- Residus agrícoles
- Residus ramaders
- Residus de la indústria alimentària
- Cultius energètics
- Residus industrials orgànics
- Fangs de plantes depuradores
- Aigües residuals
- Fracció orgànica dels Residus Sòlids Urbans.

Algun dels exemples d'aquests residus són: palla, branques, herba, blat de moro, sang, purins i fems, intestins d'animals, orujo, etc.

## Avantatges i desavantatges[14]
| Avantatges | Desavantatges |
| --- | --- |
| Requeriment menor d'energia ja que no es proporciona aireació | Temps d'arrencada llarg donada la menor velocitat de formació de biomassa                                            |
| Valorització del residu ja que es genera energia en forma de gas metà (el 90% de l'energia disponible es transforma en metà i només un 10% s'usa en el creixement bacterià) | És necessari molt temps per tornar al punt d'operació normal si existeix una pertorbació al sistema                  |
| A diferència dels processos aerobis, no hi ha pèrdua de calor | El rendiment de la biomassa és baix, a banda de no ser constant                                                      |
| Producció menor de fangs. La digestió anaerobia només produeix el 20% dels fangs que es generen en un procés aeròbic                                                        | Els microorganismes anaerobis sofreixen amb els canvis de les condicions ambientals (pH, temperatura...)             |
| Requeriment de nutrients (fòsfor i nitrogen) menor | Els microorganismes metanogènics tenen uns requeriments nutricionals especials pel seu òptim creixement              |
| Útil per reduir la DBO d'aigües molt eutròfiques | El tractament d'aigües amb sulfat redueix el rendiment del metà i inhibeix els metanògens per la producció de sulfur |
| El volum del reactor pot ser menor | Cal un control molt estricte de pH                                                                                   |
| Permet la transformació de dissolvents perillosos a formes biodegradables                                                                                                   | Les aigües residuals d'aquest sistema tenen un alt contingut proteic i de nitrogen                                   |